# Bermudian Premier Division
Bermudian Premier Division är högstaligan i fotboll på Bermuda, ligan grundades 1963 och den första säsongen sparkade igång samma år.

## Mästare
- 1963/64 — Young Men's
- 1964/65 — Young Men's
- 1965/66 — Young Men's
- 1966/67 — Somerset
- 1967/68 — Somerset
- 1968/69 — Somerset
- 1969/70 — Somerset
- 1970/71 — PHC Zebras
- 1971/72 — Devonshire Colts
- 1972/73 — Devonshire Colts
- 1973/74 — North Village
- 1974/75 — Hotels International
- 1975/76 — North Village
- 1976/77 — PHC Zebras
- 1977/78 — North Village
- 1978/79 — North Village
- 1979/80 — Hotels International
- 1980/81 — Southampton Rangers
- 1981/82 — Somerset
- 1982/83 — Somerset
- 1983/84 — Somerset
- 1984/85 — PHC Zebras
- 1985/86 — PHC Zebras
- 1986/87 — Somerset
- 1987/88 — Dandy Town
- 1988/89 — PHC Zebras
- 1989/90 — PHC Zebras
- 1990/91 — Boulevard
- 1991/92 — PHC Zebras
- 1992/93 — Somerset
- 1993/94 — Dandy Town
- 1994/95 — Boulevard
- 1995/96 — Vasco da Gama
- 1996/97 — Devonshire Colts
- 1997/98 — Vasco da Gama
- 1998/99 — Vasco da Gama
- 1999/00 — PHC Zebras
- 2000/01 — Dandy Town
- 2001/02 — North Village
- 2002/03 — North Village
- 2003/04 — Dandy Town
- 2004/05 — Devonshire Cougars
- 2005/06 — North Village
- 2006/07 — Devonshire Cougars
- 2007/08 — PHC Zebras
- 2008/09 — Devonshire Cougars
- 2009/10 — Dandy Town
- 2010/11 — North Village
- 2011/12 — Dandy Town
- 2012/13 — Devonshire Cougars
- 2013/14 — Dandy Town
- 2014/15 — Somerset Trojans
- 2015/16 — Dandy Town
- 2016/17 — Robin Hood
- 2017/18 — PHC Zebras
- 2018/19 — PHC Zebras
- 2019/20 —